# Wrocki (stacja kolejowa)
Wrocki – nieczynna stacja kolejowa we Wrockach, w gminie Golub-Dobrzyń, w powiecie golubsko-dobrzyńskim, w województwie kujawsko-pomorskim, w Polsce. Stacja została zamknięta w dniu 1 października 1999 roku.